# Octaossido di triuranio
L'octaossido di triuranio (U3O8) è un ossido dell'uranio in cui quest'ultimo elemento è formalmente presente negli stati di ossidazione +4 e +6, quindi è idealmente rappresentabile come UO2·2UO3. Si presenta come un solido di colorazione che va dal verde oliva al nero, inodore. È una delle forme più popolari di yellowcake e viene spedita dalla fabbrica alle raffinerie in questa forma.
L'octaossido di triuranio ha una potenziale stabilità a lungo termine in un ambiente geologico e in natura è presente nella pechblenda. In presenza di ossigeno (O2), il diossido di uranio (UO2) si ossida a octaossido di triuranio, mentre il triossido di uranio (UO3) perde ossigeno a temperature superiori a 500 °C e si riduce a octaossido di triuranio. Il composto può essere prodotto mediante uno qualsiasi dei tre processi di conversione chimica primaria, che coinvolgono tetrafluoruro di uranio (UF4) o fluoruro di uranile (UO2F2) come intermedi. È generalmente considerata la forma più interessante ai fini dello smaltimento perché, in condizioni ambientali normali, l'octaossido di triuranio è una delle forme di uranio più cineticamente e termodinamicamente stabili. La sua densità delle particelle è 8,3 g cm−3.
L'octaossido di triuranio viene convertito in esafluoruro di uranio (UF6) ai fini dell'arricchimento dell'uranio.

## Struttura allo stato solido
Il solido è una struttura a strati in cui gli strati sono collegati da atomi di ossigeno; ogni strato contiene atomi di uranio che si trovano in diversi ambienti di coordinazione.

### Studio sulla valenza di legame
Utilizzando una scatola 6Å x 6Å x 6Å con l'atomo di uranio al centro, il calcolo della valenza del legame è stato eseguito sia per U1 che per U2 nel solido. È stato trovato, utilizzando i parametri per U(VI), che gli stati di ossidazione calcolati per U1 e U2 sono 5,11 e 5,10. Utilizzando i parametri per U(IV), gli stati di ossidazione calcolati sono 5,78 e 5,77 rispettivamente per U1 e U2. Questi studi suggeriscono che tutti gli atomi di uranio hanno lo stesso stato di ossidazione, in modo che gli stati di ossidazione siano disordinati attraverso il reticolo.